# Geoorde veldsla
Geoorde veldsla (Valerianella rimosa, synoniem: Valerianella auricula) is een eenjarige plant uit de kamperfoeliefamilie (Caprifoliaceae). Geoorde veldsla komt verspreid in Centraal-Europa voor en lijkt veel op de geteelde veldsla. In Nederland zou de plant volgens de Nederlandse Rode Lijst zijn uitgestorven, maar komt sinds kort weer voor in Nederland. Geoorde veldsla komt voor in akkers en bermen.
De plant wordt 15 - 35 cm hoog. De onderste stengelbladeren zijn spatel- tot lancetvormig en de bovenste lijn- tot lijnlancetvormig met een veervormig getande basis.
Geoorde veldsla bloeit in juli en augustus met meervoudig gaffelvormig vertakte bloeiwijzen met in de oksels alleenstaande bloemen. De bloem is bleekblauw en 1,5 - 2 mm lang. Aan de basis van de grote, 0,4 - 0,5 mm lange kelktand zitten een of twee ongeveer 0,1 mm lange tanden. Het driehokkige vruchtbeginsel is onderstandig, waarbij maar één hokje vruchtbaar is. Het vruchtbare hokje is kleiner dan de beide opgeblazen onvruchtbare hokjes. Tussen de drie hokjes zitten ondiepe hoogtegroeven.
De bijna kogelvormige, meestal kale vrucht is een nootje en tot 2,5 mm lang. In de driehokkige vrucht zit maar in één hok zaad.
Geoorde veldsla komt voor op zonnige, open, droge tot matig vochtige, matig voedselrijke, kalkrijke gronden.